# Prawo odkupu
Prawo odkupu – zastrzeżenie zawarte w umowie sprzedaży, umożliwiające sprzedawcy odzyskanie z powrotem zbytego mienia za zwrotem ceny kupna i poczynionych przez kupującego nakładów w okresie nieprzekraczającym 5 lat. Do założenia prawa odkupu wystarczy jednostronne oświadczenie sprzedawcy skierowane do nabywcy, który musi się zgodzić. W przypadku, gdy umowa sprzedaży wymaga szczególnej formy (np. aktu notarialnego), to oświadczenie odkupu musi być złożone w takiej samej formie. Wykonanie prawa odkupu zobowiązuje nabywcę do zwrotu własności przedmiotu z powrotem na zbywcę. W przypadku, gdy zwrot uniemożliwia uszkodzenie przedmiotu, kupujący zobowiązany jest do naprawy, ponieważ zgodnie z umową musi się liczyć z obowiązkiem zwrotu.
W przeszłości prawo odkupu miało zastosowanie wyłącznie w tzw. obrocie nieuspołecznionym i nie odgrywało większej roli.